# Вилламов, Николай Артемьевич
Николай Артемьевич Вилламов (1850—1914) — русский военный деятель, генерал от кавалерии (1910).

## Биография
Родился 9 (21) июля 1850 года в семье декабриста, впоследствии действительного статского советника А. Г. Вилламова; внук статс-секретаря Г. И. Вилламова; племянник генералов А. Г. Вилламова и Г. Г. Вилламова.
В службу вступил в 1867 году, в 1868 году после окончании Пажеского Его Величества корпуса произведён в прапорщики гвардии и выпущен в Конно-гренадерский лейб-гвардии полк. В 1873 году произведён в поручики гвардии, в 1874 году в штабс-капитаны гвардии.
С 1877 года участник Русско-турецкой войны, за храбрость в этой компании был награждён орденами Святой Анны 3-й степени с мечами и бантом, Святого Владимира 4-й степени с мечами и бантом, Святого Станислава 2-й степени с мечами, Святой Анны 2-й степени с мечами и Золотой саблей с надписью «За храбрость».
В 1879 году произведён в капитаны, в 1882 году в ротмистры гвардии, командовал эскадроном. В 1888 году произведён в полковники. С 1894 года командир Глуховского драгунского Ея Императорского Высочества Великой Княгини Александры Иосифовны полка.
В 1899 году произведён в генерал-майоры с назначением командиром 3-й Отдельной кавалерийской бригады Сводной кавалерийской дивизии. В 1906 году произведён в генерал-лейтенанты, начальник Кавказской кавалерийской дивизии.
В 1910 году произведён в генералы от кавалерии. С 1913 года почётный опекун, Опекунского совета Учреждений императрицы Марии Фёдоровны.
Умер 27 сентября (10 октября) 1914 года.

## Семья
Жена — Мария Алексеевна (рожд. Свечина; 1854—1928). Дочь — Мария Николаевна (в зам. Михайлова; 1885—1963).

## Награды
- Орден Святого Владимира 4-й степени с мечами и бантом (1877)
- Золотое оружие «За храбрость» (1878)
- Орден Святой Анны 2-й степени с мечами (1878)
- Орден Святого Станислава 2-й степени с мечами (1878)
- Орден Святой Анны 3-й степени с мечами и бантом (1880)
- Орден Святого Владимира 3-й степени
- Орден Святого Станислава 1-й степени (1902)
- Орден Святой Анны 1-й степени (1905)
- Орден Святого Владимира 2-й степени (1909)